# میشائیل هیلگرز
میشائیل هیلگرز (متولد ۶ اوت ۱۹۶۶) بازیکن پیشین هاکی روی چمن از آلمان است که در المپیک تابستانی ۱۹۸۸ موفق به کسب مدال نقره شد. چهار سال بعد، وقتی بارسلونا میزبان بازی‌های المپیک تابستانی بود، وی عضو تیم ملی مردان بود که مدال طلا را به دست آورد.